# Homopholis mulleri
Homopholis mulleri — вид геконоподібних ящірок родини геконових (Gekkonidae). Ендемік Південно-Африканської Республіки.

## Поширення і екологія
Homopholis mulleri мешкають в околицях Саутпансбергу в провінції Лімпопо на північному сході ПАР. Вони живуть у відкритих рідколіссях мопане, в дуплах дерев Sclerocarya birrea і Senegalia nigrescens. Відкладають яйця.

## Збереження
МСОП класифікує стан збереження цього виду як близький до загрозливого. Homopholis mulleri загрожує знищення природного середовища.